# Adaptación al cambio climático

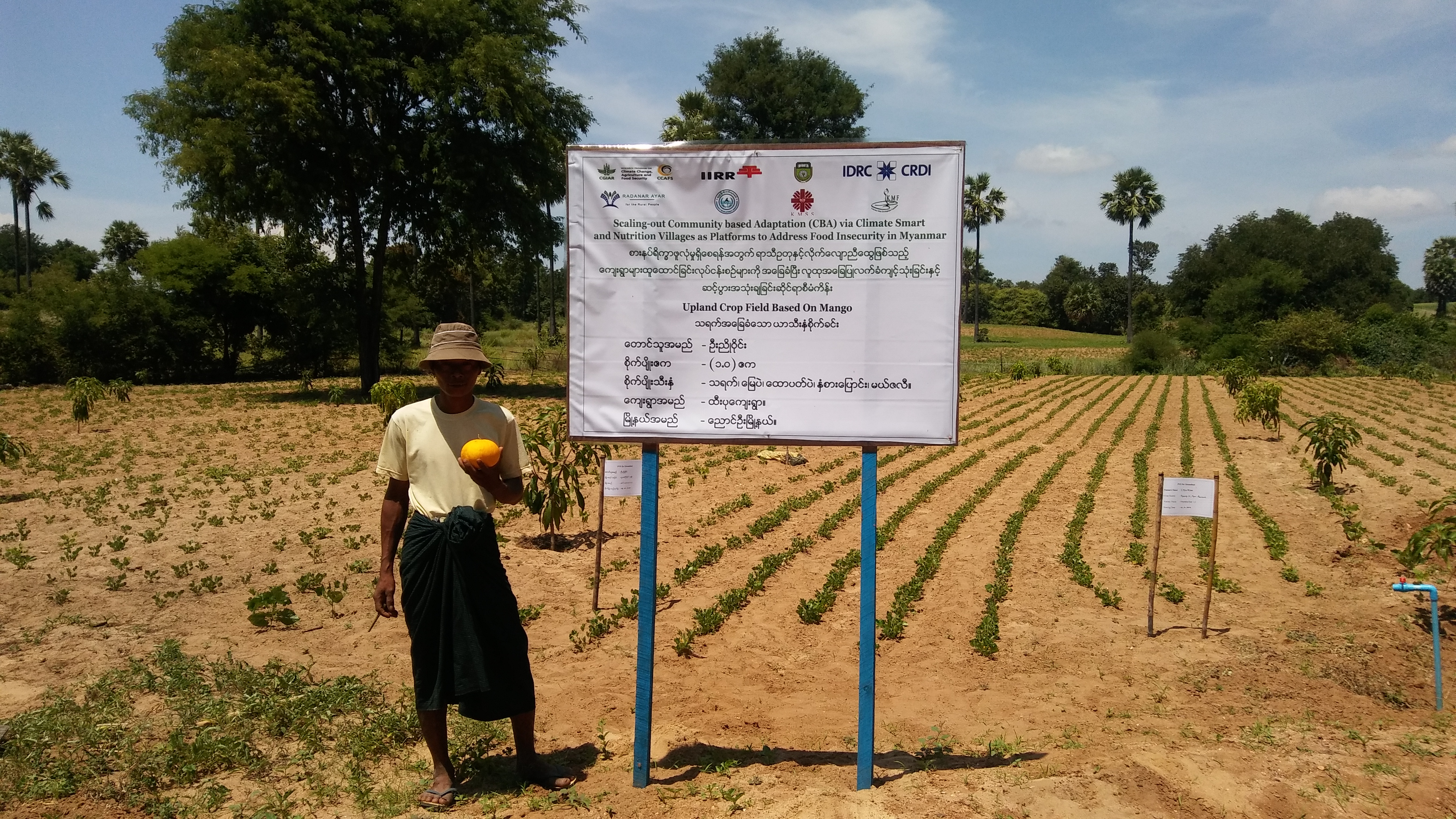
Aldea climáticamente inteligente en Myanmar, adaptada a las condiciones ambientales. El proyecto fue financiado y organizado por CGIAR, IRDC, CDA, KMSS, KMF, IIRR y Radanar Ayar.

La adaptación al cambio climático es la respuesta al calentamiento global que busca reducir la vulnerabilidad de los sistemas sociales y biológicos a los efectos del cambio climático. Esta puede ser planificada como parte de las políticas públicas, ya sea en reacción o anticipación al cambio climático, o espontánea, es decir, sin intervención del gobierno. La adaptación planificada ya se está produciendo de forma limitada. Las barreras, límites y costos de la adaptación futura no se comprenden completamente. La adaptación al cambio climático probablemente costará miles de millones de dólares anuales durante las próximas décadas, aunque se desconoce la cantidad real de dinero que se necesita.

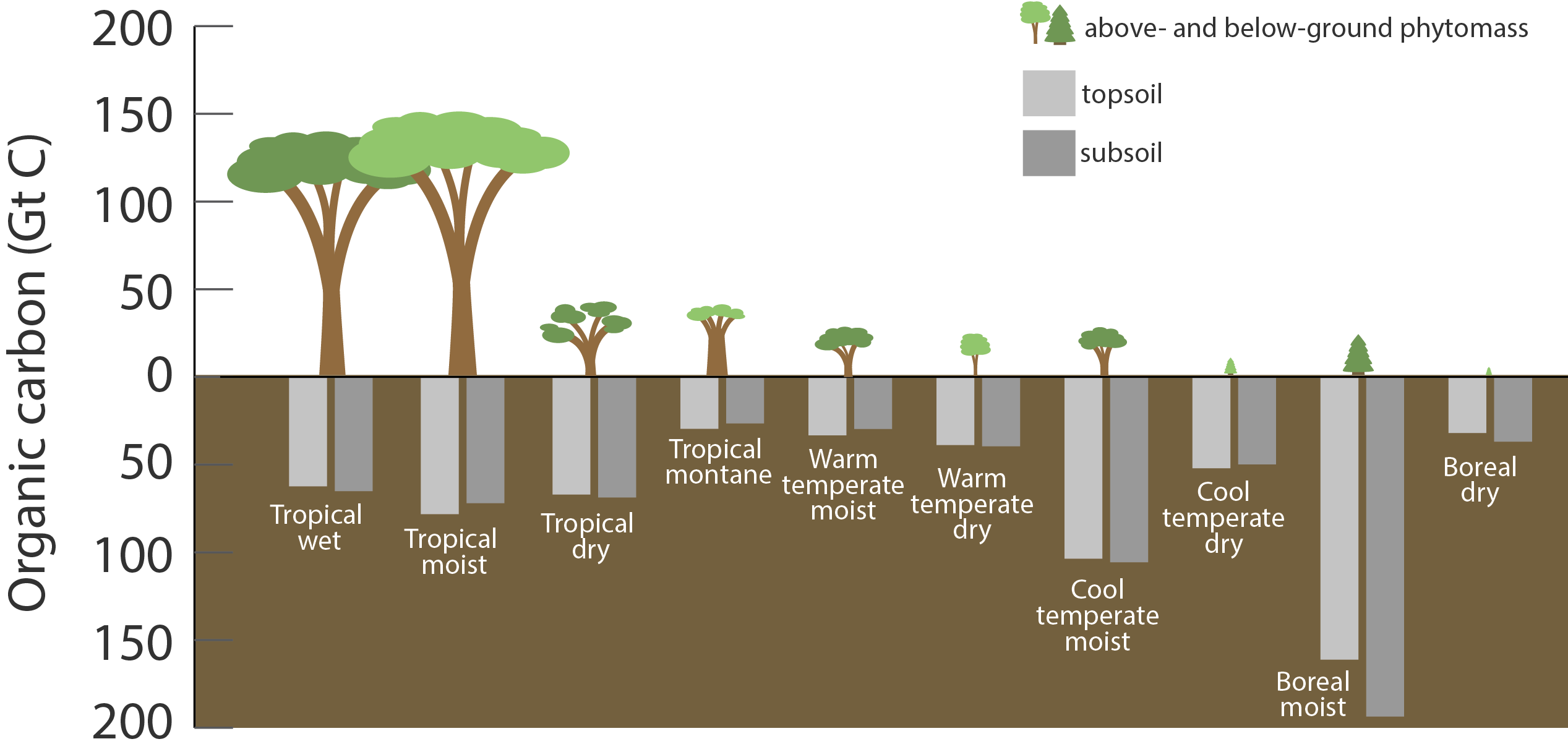
Cantidades totales de carbono que se almacenan en varios tipos de ecosistemas terrestres.

Un concepto relacionado con la adaptación es la mitigación del cambio climático, que consiste en reducir las emisiones de gases de efecto invernadero (GEI) y aumentar la eliminación de estos gases de la atmósfera (a través de los sumideros de carbono). Sin embargo, incluso las reducciones más eficaces en las emisiones no evitan más impactos del cambio climático, por lo que la necesidad de adaptación es inevitable. Incluso si las emisiones se estabilizan relativamente pronto, el cambio climático y sus efectos durarán muchos años, y la adaptación será igualmente necesaria. Si el calentamiento global no se mitiga entonces, a largo plazo, probablemente excederá la capacidad de adaptación de los sistemas humanos, naturales y gestionados. Para los sistemas humanos, los costos económicos y sociales del cambio climático no mitigado serían muy elevados.
Otro concepto relacionado con la adaptación es la capacidad de adaptación, que es la habilidad de un sistema (humano, natural o gestionado) para ajustarse al cambio climático (incluidos la variabilidad y extremos climáticos), moderar los daños potenciales, aprovechar las oportunidades o hacer frente a las consecuencias. El desafío de la adaptación crece con la magnitud y la velocidad de cambio climático. Un límite fisiológico teórico para la adaptación es que los seres humanos no pueden sobrevivir a temperaturas medias de más de 35 °C (95 °F).
La adaptación al cambio climático es especialmente importante en los países en desarrollo ya que se prevé que son los más afectados por los efectos del cambio climático. La capacidad de adaptación se distribuye de manera desigual en las diferentes regiones y poblaciones, está estrechamente relacionada con el desarrollo social y económico, y los países en desarrollo tienen en general menos capacidad de adaptación.
Los países donantes prometieron una anual de $ 100 millones en 2020 a través del Fondo Verde para el Clima para ayudar a los países en desarrollo a adaptarse al cambio climático. Sin embargo, mientras que el fondo fue creado durante la COP16, los compromisos concretos de los países desarrollados no han sido inminentes. Organizaciones medioambientales y personajes públicos han hecho hincapié en los cambios en el clima y los peligros que conllevan, además de fomentar la adaptación de la infraestructura y la reducción de las emisiones.

## La necesidad de adaptación
En el 8 de febrero de 2007 el problema de la Naturaleza, un equipo de expertos en políticas de ciencia sostienen que la adaptación al cambio climático sería un medio más eficaz de lidiar con el calentamiento global que reduciendo las emisiones de gases de efecto invernadero.

### Academia Nacional de Ciencias
Un intento importante de abordar la adaptación fue un informe de 1991 por la Academia Nacional de Ciencias de Estados Unidos, "Implicaciones de la política del calentamiento de efecto invernadero." El informe de la Academia Nacional advirtió que la adaptación agrícola será esencial en un mundo de efecto invernadero.

### Estrategia Internacional de las Naciones Unidas para la Reducción de Desastres
La Oficina de las Naciones Unidas para la Reducción del Riesgo de Desastres (UNISDR) reconoce la adaptación al cambio climático como parte del dominio de reducción del riesgo de desastres, ya que tiene la intención de reducir los riesgos que las poblaciones vulnerables puedan encontrar debido al cambio climático.

### Grupo de Trabajo II del IPCC
El Grupo de Trabajo II del IPCC sostiene que la mitigación y adaptación deben ser componentes complementarios de una estrategia que de respuesta al calentamiento global. Su informe hace las siguientes observaciones:
- La adaptación es una estrategia necesaria a todos los niveles como complemento de los esfuerzos de mitigación del cambio climático.
- Las personas con menos recursos tienen menos capacidad para adaptarse y son los más vulnerables.
- La adaptación, el desarrollo sostenible y el mejoramiento de la equidad pueden reforzarse mutuamente.[22]

### La adaptación es una estrategia necesaria

Emisiones globales de dióxido de carbono por persona.

Debido a la actual y la proyectada alteración del clima precipitada por los altos niveles en emisiones de gases de efecto invernadero (GEI) en los países industrializados, la adaptación es una estrategia necesaria a todos los niveles como complemento de los esfuerzos de mitigación del cambio climático, porque no podemos estar seguros de que todo el cambio climático pueda ser mitigado. Y de hecho las probabilidades son bastante altas de que en el largo plazo un mayor calentamiento es inevitable, dado el alto nivel de los GEI en la atmósfera, y la demora (varias décadas) entre las emisiones y el impacto.
La adaptación tiene el potencial para reducir los impactos adversos del cambio climático y de potenciar los impactos beneficiosos, pero incurrirá en costos y no impedirá todos los daños. Los extremos, la variabilidad, y las tasas de cambio son características clave para abordar la vulnerabilidad y la adaptación al cambio climático, no solamente los cambios en las condiciones climáticas medias.
Los sistemas humanos y naturales serán hasta cierto punto autónomos para adaptarse al cambio climático. La adaptación planificada puede complementar la adaptación autónoma, aunque hay más opciones y una mayor posibilidad de ofrecer incentivos en el caso de la adaptación de los sistemas humanos que en el caso de la adaptación para proteger los sistemas naturales.

### Naciones desfavorecidas
La capacidad de los sistemas humanos de adaptarse y hacer frente al cambio climático depende de factores tales como la riqueza, la tecnología, la educación, la infraestructura, el acceso a los recursos, las capacidades de gestión, la aceptación de la existencia del cambio climático y la consiguiente necesidad de una acción, y la voluntad sociopolítica. Poblaciones y comunidades son muy variables en sus dotaciones de estos atributos, con las naciones en desarrollo se encuentran entre los peor situados para adaptarse al calentamiento global.

### Refuerzo mutuo

Tasa de crecimiento de la población mundial 2021.

Muchas comunidades y regiones vulnerables al cambio climático también están bajo presión debido a factores como el crecimiento demográfico, el agotamiento de recursos, y la pobreza. Políticas para disminuir las presiones sobre los recursos, mejorar la gestión de los riesgos ambientales, y aumentar el bienestar de los miembros más pobres de la sociedad puede avanzar simultáneamente el desarrollo sostenible y la equidad, mejorar la capacidad de adaptación, y reducir la vulnerabilidad al clima y otros factores de estrés. La inclusión de los riesgos climáticos en el diseño e implementación de iniciativas nacionales e internacionales de desarrollo, tales como las ciudades polares puede promover la equidad y el desarrollo, eso es más sostenible y reduce la vulnerabilidad al cambio climático.

### Mitigación
Yohe et al. (2007) evaluaron la literatura sobre la sostenibilidad y el cambio climático. Con gran confianza, sugirieron que hasta el año 2050, un esfuerzo para limitar las emisiones de gases de efecto invernadero (GEI) a 550 ppm beneficiaría a los países en desarrollo de manera significativa. Esto fue juzgado ser especialmente el caso, cuando se combina con la adaptación mejorada. En 2100, sin embargo, todavía era juzgado ya que probablemente no haría significativos los impactos del cambio climático. Se consideró el caso incluso con la mitigación agresiva y la capacidad de adaptación mejorada de manera significativa.

### Compensaciones y economía
La adaptación y mitigación pueden ser vistos como dos respuestas políticas competidoras, con soluciones de compensación entre las dos. La otra compensación son los impactos del cambio climático. En la práctica, sin embargo, las ventajas y desventajas reales son discutibles (Schneider et al., 2001). Esto se debe a las personas que cargan con los costos de reducción de emisiones o los beneficios que a menudo son diferentes de los que pagan o se benefician de las medidas de adaptación.
Los economistas, utilizando el análisis de costo-beneficio, han intentado calcular un balance "óptimo" de los costos y beneficios entre los impactos del cambio climático, la adaptación y la mitigación (Toth et al., 2001). Existen dificultades para hacer este cálculo, por ejemplo, los futuros daños del cambio climático son inciertos, ya que son los futuros costos de adaptación.
Asimismo, decidir qué "óptimo" depende de juicios de valor hechos por el economista para hacer el estudio (Azar, 1998). Por ejemplo, la forma de valorar los impactos que se producen en las diferentes regiones y diferentes momentos, y los impactos "no mercantiles", por ejemplo, daños a los ecosistemas (Smith et al., 2001). La economía no puede dar respuestas definitivas a estas preguntas sobre la valoración, y algunas valoraciones puede ser vistas como controversiales (Banuri et al., 1996, pp. 87, 99).
Algunos comentarios indican que los políticos no se sienten cómodos con el uso de los resultados de este tipo de análisis económico (Klein et al., 2007). Esto se debe a la incertidumbre que rodea las estimaciones de costos de los daños del cambio climático, la adaptación y la mitigación. Otro tipo de análisis se basa en un enfoque basado en el riesgo para el problema. Stern (2007) (denominado por Klein et al., 2007), por ejemplo, utiliza un enfoque de este tipo. Argumentó que la adaptación podría desempeñar un papel importante en la política climática, pero no en una explícita compensación contra mitigación.

### CMNUCC
En la Convención Marco de las Naciones Unidas sobre el Cambio Climático (CMNUCC), donde la mayoría de los países son Partes (CMNUCC, sf), se han comprometido a ayudar a los más vulnerables a adaptarse al cambio climático (Banuri et al., 1996, p. 98). El Mecanismo de Desarrollo Limpio (MDL), creado en el marco del Protocolo de Kioto de la Convención Marco, es la principal fuente de ingresos para el Fondo de Adaptación de la CMNUCC. Este fondo fue establecido en 2007 (Banco Mundial, 2010, pp. 262-263). El MDL está sujeto a un impuesto del 2%, lo que podría aumentar entre 300 millones y $ 600 millones en el período 2008-2012. La cantidad real planteada dependerá del precio del carbono.
Aunque fue creado en virtud del Protocolo de Kioto, el Fondo de Adaptación ha sido muy lento para ponerse en funcionamiento y no tiene aún (agosto de 2010) desembolsado ningún fondo. La convocatoria de propuestas se publicó en abril de 2010.

### Institución de Ingenieros Mecánicos
En febrero de 2009, la Institución de Ingenieros Mecánicos (Reino Unido) emitió un informe en el que expresaron pesimismo sobre la capacidad de cualquier acuerdo internacional, como el del Tratado de Kioto para reducir las emisiones de carbono. Si bien no descartó la política de mitigación en conjunto, declaró que son "lo suficientemente realistas como para reconocer que las emisiones globales de CO2 no están reduciendo y nuestro clima está cambiando, a menos que nos adaptemos, tendremos que hacer frente a un futuro difícil."

## Conceptualizando la adaptación
La adaptación puede ser definida como los ajustes de un sistema para reducir la vulnerabilidad y aumentar la resiliencia de los sistemas a los cambios, en este caso en el sistema climático. La adaptación se produce en un rango de escalas inter-vinculadas, y puede ocurrir o en previsión del cambio (adaptación anticipada), o ser una respuesta a esos cambios (adaptación reactiva). La mayor adaptación está siendo implementada en la actualidad respondiendo a las tendencias actuales del clima y la variabilidad, por ejemplo, un mayor uso de la creación de nieve artificial en los Alpes europeos. Algunas medidas de adaptación, sin embargo, están anticipando el futuro cambio climático, tales como la construcción del Puente de la confederación en Canadá a una mayor altura para tener en cuenta el efecto de la futura subida del nivel del mar en el aclaramiento de la nave bajo el puente.

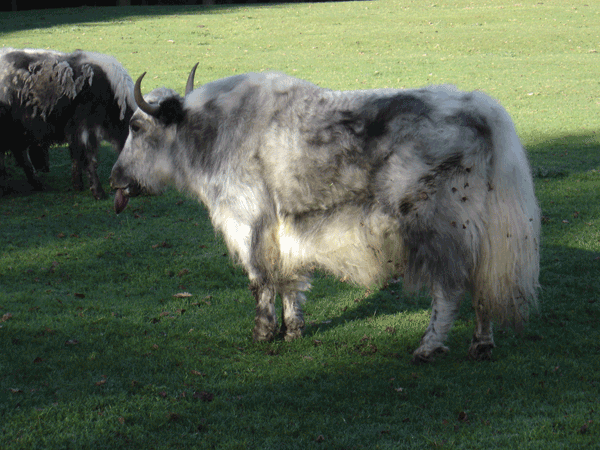
Un Bos mutus infectado con el virus de la lengua azul. La lengua está hinchada, cianótica y sobresale de la boca.

La capacidad de adaptación y la vulnerabilidad son conceptos importantes para la comprensión de la adaptación; la vulnerabilidad puede ser vista como el contexto en el que tiene lugar la adaptación, y la capacidad de adaptación es la capacidad o potencial de un sistema para responder con éxito a la variabilidad climática y el cambio, con el fin de reducir los efectos negativos y aprovechar las nuevas oportunidades. Las sociedades que pueden responder al cambio rápidamente y con éxito tienen una alta capacidad de adaptación. La alta capacidad de adaptación no se traduce necesariamente en una adaptación exitosa. Por ejemplo, la capacidad de adaptación en Europa occidental es alta, y los riesgos de los inviernos más cálidos que aumentan la gama de enfermedades del ganado estaba bien documentado, pero muchas partes de Europa estaban siendo gravemente afectada por los brotes del virus de la lengua azul en el ganado en 2007.
La capacidad de adaptación es impulsada por factores que operan a diferentes escalas interrelacionadas, y es importante para entender las formas en que los diferentes conductores interactúan la capacidad de adaptación. Las limitaciones físicas son importantes, pero en la mayoría de los casos, son los procesos sociales los que aumentan o disminuyen la capacidad de adaptación; se puede decir que la capacidad de adaptación es una construcción social. Los factores sociales de la capacidad de adaptación son muy variados, pero pueden incluir estructuras amplias como los procesos económicos y políticos, así como los procesos que operan a una escala muy local, tales como el acceso a la toma de decisiones y la estructura de las redes sociales y las relaciones dentro de una comunidad. La capacidad de adaptación a escala local se ve limitada por los procesos de mayor escala. Por ejemplo, la capacidad de adaptación de los agricultores no solamente dependerá del acceso a los recursos (físicos y sociales) dentro de la comunidad que permiten una cosecha que se cultiva con éxito, sino también el efecto de los procesos económicos a escala macro en el precio recibido por el cultivo. El género es otro factor que es importante para determinar la capacidad limitada de adaptación y la vulnerabilidad, por ejemplo, las mujeres pueden tener participación en la toma de decisiones, o estar limitadas por los niveles más bajos de educación.
La construcción social de la capacidad de adaptación es muy importante cuando se piensa acerca de los riesgos e impactos de un clima cambiante. No es solamente el cambio en el clima el que afectará la vulnerabilidad y los medios de vida, pero si la forma en que estos cambios se negocian a través de sistemas sociales complejos. Una disminución del 10% en las precipitaciones puede ser aceptable y manejable a los miembros de una comunidad que no tienen acceso a la mejora de las técnicas agrícolas, o cuyos medios de vida están de alguna manera diversificadas, mientras que los miembros marginados de la comunidad pueden no ser capaces de hacer frente a estos cambios. La adaptación puede ser vista como un proceso social e institucional que implica reflexionar y responder a las tendencias actuales y los cambios previstos en el clima.

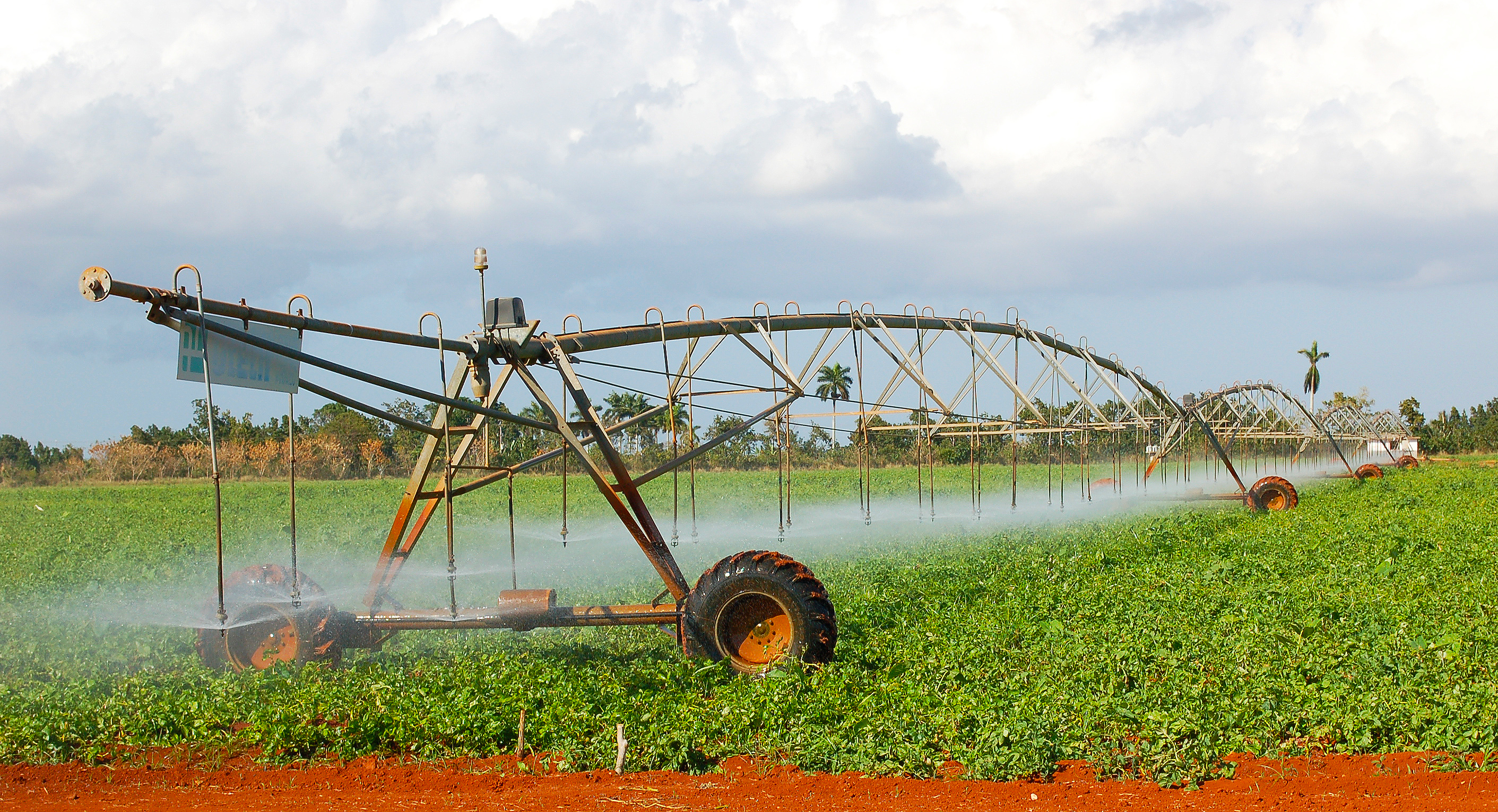
Sistema de regadío circular en un campo de frijoles.

Ambas escalas temporales y espaciales son muy importantes en la reflexión sobre la adaptación, como es el marco de referencia necesario para estudiar la adaptación. Mucho esfuerzo se realizará en relación con la variabilidad del clima a corto plazo, sin embargo, esto puede causar la mala adaptación a las tendencias climáticas a largo plazo. Por ejemplo, la expansión del regadío en Egipto en el desierto del Sinaí occidental debido a un período de mayor caudal de los ríos es una mala adaptación cuando se observa en relación con las proyecciones a más largo plazo de secado en la región. Las adaptaciones a una escala también pueden crear exterioridades en otra mediante la reducción de la capacidad de adaptación de otros actores. Esto es a menudo el caso cuando se examinan amplias evaluaciones de los costos y beneficios de la adaptación a escalas más pequeñas y es posible ver que, si bien la adaptación puede beneficiar a algunos actores, tiene un efecto negativo sobre los demás.
De la literatura actual sobre el tema, la gente siempre se han adaptado a un clima cambiante y las estrategias de afrontamiento ya existen en muchas comunidades, por ejemplo el cambio de fechas de siembra o la adopción de nuevas técnicas de ahorro de agua. El conocimiento tradicional y las estrategias de afrontamiento deben mantenerse y fortalecerse, de lo contrario la capacidad de adaptación puede debilitarse a medida que se pierde el conocimiento local del medio ambiente. El fortalecimiento de estas técnicas indígenas y construir sobre ellas también hace que sea más probable que las estrategias de adaptación se adoptarán, ya que crea más propiedad de la comunidad y la participación en el proceso. En algunos casos, sin embargo esto no será suficiente para adaptarse a las nuevas condiciones que están fuera de la gama de los ya experimentados, y serán necesarias nuevas técnicas.

## Criterios para la evaluación de las respuestas
James Titus, gerente del proyecto de aumento del nivel del mar en la Agencia de Protección Ambiental de Estados Unidos, identifica los siguientes criterios que los responsables políticos deben utilizar en la evaluación de las respuestas al calentamiento global:
- Eficiencia económica: ¿La iniciativa de los beneficios del rendimiento será sustancialmente mayor que si se aplicaran los recursos en otros lugares?
- Flexibilidad: ¿Es la estrategia razonable para toda la gama de posibles cambios en la temperatura, las precipitaciones y el nivel del mar?
- Urgencia: ¿La estrategia tendrá éxito si la ejecución se retrasa diez o veinte años?
- Bajo Costo: ¿Requiere la estrategia de recursos mínimos?
- Equidad: ¿La estrategia beneficia injustamente unos a expensas de otras regiones, generaciones, o clases económicas?
- Viabilidad institucional: ¿Es la estrategia aceptable para el público? ¿Puede ser implementada con las instituciones existentes bajo las leyes actuales?
- Recursos únicos o críticos: ¿Puede la estrategia reducir el riesgo de pérdida de los recursos ambientales y culturales únicas?
- Salud y seguridad: ¿La estrategia propuesta aumentará o disminuirá el riesgo de enfermedad o lesión?
- Consistencia: ¿Apoya la política de otro Estado, nacionales, comunitarias o metas privadas?
- Sector privado/público: ¿La estrategia minimiza la interferencia gubernamental en las mejores decisiones realizadas por el sector privado?

## Costos
El Programa de las Naciones Unidas para el Desarrollo calcula que se necesitaría un adicional de $86 mil millones dólares por año en 2015.
De acuerdo con la CMNUCC se estima que en 2007, los costos de la adaptación al cambio climático costarían $49-171 billones por año a nivel mundial para el año 2030, de los cuales una parte significativa de la inversión y los flujos financieros, $27-66 billones serían necesarios en 2030 en las Partes no-anexo I. Esto representa el doble de la asistencia oficial para el desarrollo en curso (AOD).
Esta estimación ha sido criticada por Parry et al. (2009), en un estudio realizado conjuntamente por el IIED y el Instituto Grantham, que sostiene que la estimación de la CMNUCC subestima el costo de la adaptación al cambio climático en un factor de 2 o 3. Por otra parte sectores como, el turismo, la minería, la energía, y al por menor no se incluyeron en la estimación de la CMNUCC.
El más reciente estudio del Banco Mundial sobre la 'Economía de la Adaptación al Cambio Climático' encontró que los costos de la adaptación estarían en el rango de los $75-100 millones por año entre 2010 y 2050; con estimaciones superiores bajo el escenario global más húmedo que el escenario más seco, suponiendo que el calentamiento será de unos 2 grados para el año 2050.
Los beneficios de la fuerza, la acción temprana en la mitigación superan considerablemente los costos. El Acuerdo de Copenhague se acordó con el fin de crear un compromiso de los países desarrollados para proporcionar:

recursos nuevos y adicionales... aproximadamente $30 mil millones de dólares para el período 2010-2012 con un reparto equilibrado entre la adaptación y la mitigación... y en el contexto de las acciones significativas de mitigación y de una aplicación transparente, los países desarrollados se comprometen con el objetivo de movilizar conjuntamente $ 100 mil millones de dólares anuales para el 2020 para atender las necesidades de los países en desarrollo.
Copenhagen Accord

Sin embargo, un punto clave de la discordia entre los estados en la Cumbre del Clima de Copenhague en la CMNUCC era quien iba a pagar la factura y si la ayuda se debe dar, ¿Cómo es que afecta a otros niveles la ayuda al desarrollo?. El concepto de adicionalidad ha surgido y por lo tanto la UE (Unión Europea) ha pedido a sus Estados miembros llegar a definiciones de lo que ellos entienden sobre el significado de adicionalidad, las cuatro definiciones principales son:
1. La financiación climática calificada de ayuda, pero adicional a (por encima) el objetivo 'del 0,7%' de los ODM;
2. El aumento del año anterior de Asistencia Oficial para el Desarrollo (ODM) dedicado a la mitigación del cambio climático;
3. El aumento de los niveles de ODM que incluyen el cambio climático, pero las finanzas en el que se limitan a un porcentaje determinado; y el aumento de la financiación para el clima no está conectado a la ODM.

El punto principal es que hay un conflicto entre los recortes del déficit presupuestario en los estados de la OCDE, la necesidad de ayudar a los países en desarrollo a adaptarse a un desarrollo sostenible y la necesidad de garantizar que la financiación no viene a cortar la ayuda de otros importantes objetivos de desarrollo del Milenio.

## Mecanismos de adaptación
Scheraga y Grambsch identifican nueve principios fundamentales que deben considerarse en el diseño de políticas de adaptación:
- Los efectos del cambio climático varían según la región.
- Los efectos del cambio climático pueden variar a través de los grupos demográficos.
- El cambio climático plantea riesgos y oportunidades.
- Los efectos del cambio climático deben ser considerados en el contexto de múltiple estrés y otros factores, que pueden ser tan importantes para el diseño de respuestas de adaptación como la sensibilidad del cambio.
- La adaptación tiene un costo.
- Las respuestas de adaptación varían en eficacia, como lo demuestran los esfuerzos actuales para hacer frente a la variabilidad del clima.
- El carácter sistémico de los impactos climáticos complica el desarrollo de la política de adaptación.
- La mala adaptación puede resultar en efectos negativos que son tan graves como los efectos inducidos por el clima que se están evitando.
- Muchas oportunidades para la adaptación tienen sentido o no se dieron cuenta del cambio climático.

## Métodos de adaptación

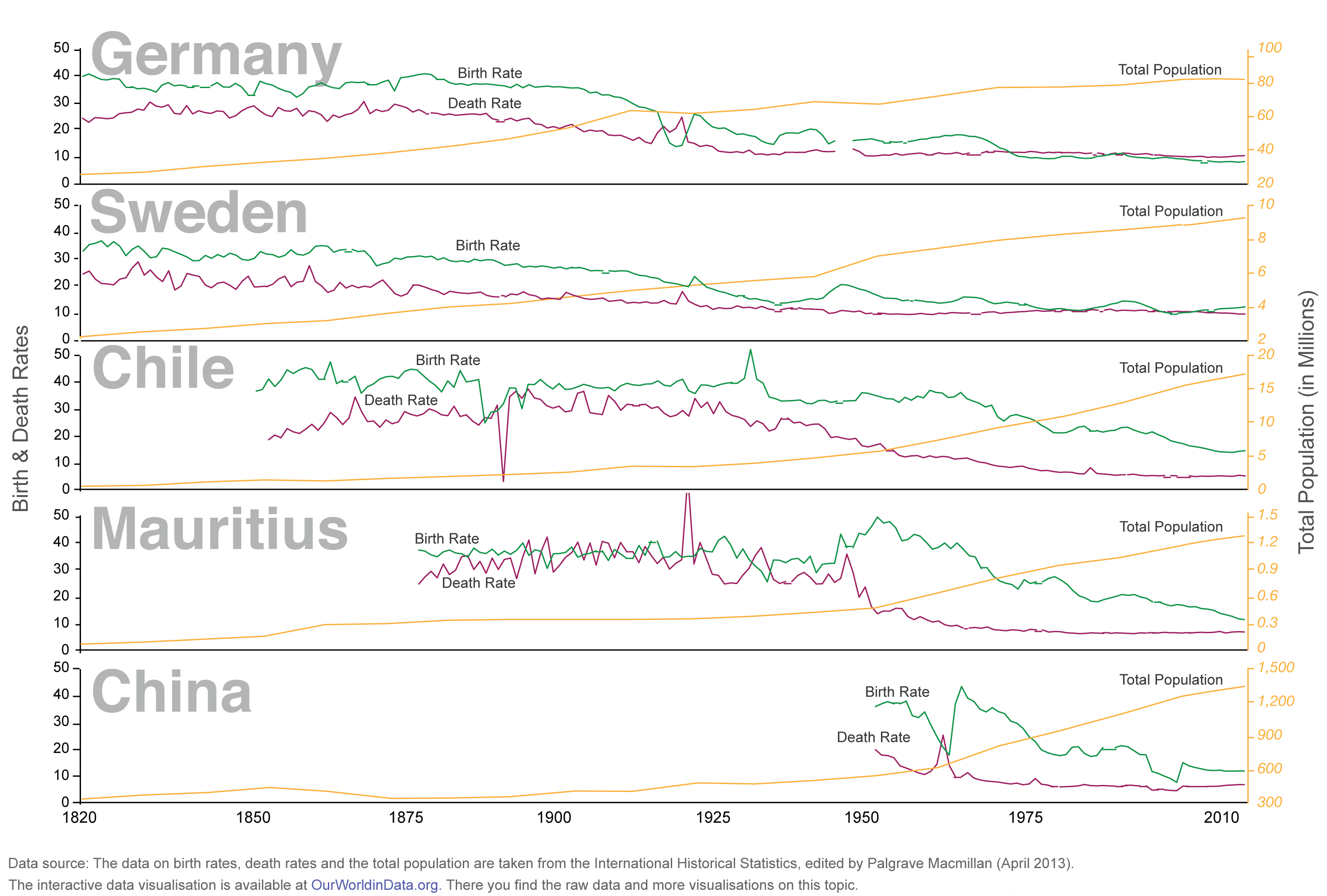
Transición demográfica en China, Alemania, Suecia, Chile, Mauricio y China de 1820 a 2010.

### La adaptación a través de la planificación local
El uso de la tierra local y la planificación municipal representan avenidas importantes para la adaptación al calentamiento global. Estas formas de planificación se reconocen como fundamentales para evitar los efectos de los peligros relacionados con el clima, como inundaciones y el estrés térmico, la planificación de la transición demográfica y el consumo, y los planes para la conservación del ecosistema. Este tipo de planificación es diferente de los programas nacionales de adaptación (PNA), que van a ser los marcos para la priorización de las necesidades de adaptación. A escala local, los municipios están en el frente de carbón de adaptación donde se experimentan los impactos en formas de inundaciones, incendios forestales, olas de calor y aumento del nivel del mar.

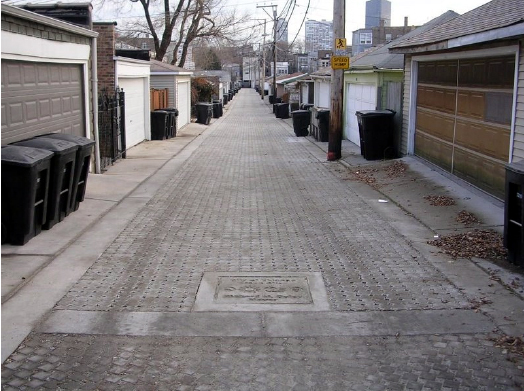
Callejón de pavimento permeable en Chicago.

Las ciudades están planeando adaptarse al calentamiento global y el cambio climático. The New York Times comenzó una serie de artículos sobre este tema donde se pusieron de relieve las iniciativas de adaptación de Chicago. Los proyectos incluyen el cambio de calentar variedades de árboles tolerantes, a regar pavimentos permeables para absorber las precipitaciones más altas y la adición de aire acondicionado en las escuelas públicas. Nueva York y otras ciudades participan en una planificación similar. El almacenamiento de agua cuidadosamente planificada podría ayudar a que las zonas urbanas se adapten a las tormentas cada vez más severas por el aumento de almacenamiento de agua de lluvia (colillas de agua para uso doméstico, jardines sin pavimentar, etc) y el aumento de la capacidad de los sistemas de aguas pluviales (y también la separación de las aguas pluviales de las aguas negras, para que cuando se desborde en temporadas altas no contamine los ríos). Según Naturaleza Inglés, los jardineros pueden ayudar a mitigar los efectos del cambio climático, proporcionando hábitats para las especies más amenazadas, y/o el ahorro de agua, cambiando jardines utilizar plantas que requieren menos.
La adaptación a través de la planificación local se produce en dos modos distintos. La primera es la planificación estratégica, que es importante, pero no es exclusiva de los gobiernos locales. A escala local se fomenta la visión de la comunidad, las metas aspiracionales y el lugar de decisiones, junto con la definición de las vías para lograr estos objetivos. La segunda forma es la planificación del uso del suelo, y se centra en la asignación de espacio para equilibrar la prosperidad económica con niveles de vida aceptables y la conservación de los recursos naturales. Aunque estos dos tipos de planificación son muy diferentes en la práctica, y en muchos casos son gestionados por diferentes departamentos, se propone que ambos son muy importantes para adaptación al cambio climático, y pueden contribuir a lograr la adaptación a escala local. Las restricciones importantes se reconocen para dificultar la adaptación a través de la planificación, incluyendo los recursos limitados, la falta de información, que compiten agendas de planificación y que cumplan con los requisitos de otros niveles de gobierno. Ejemplos de adaptación incluyen la defensa contra el aumento del nivel del mar a través de mejores defensas contra las inundaciones, y cambios en los patrones de uso de la tierra como evitar las zonas más vulnerables de la vivienda.
La planificación para el aumento del nivel del mar es uno de los retos clave para la planificación local en respuesta al cambio climático. Muchos gobiernos nacionales de todo el mundo han tratado de abordar el problema del aumento del nivel del mar a través de reformas políticas y de planificación destinadas a aumentar la capacidad de adaptación. En los Estados Unidos, muchos gobiernos estatales y locales están evaluando opciones innovadoras y de localidad específica para la adaptarse al aumento del nivel del mar. Aunque la planificación de la adaptación se produce a través de una variedad de procesos, iniciativas locales de adaptación en los EE. UU. a menudo pasan por tres etapas de la planificación de la adaptación:
- Conocimiento de la comunidad la construcción de aumento del nivel del mar como de riesgo local.
- La realización de una evaluación científica de estos riesgos en el mediano y largo plazo.
- El uso de un proceso público para desarrollar un plan de adaptación y políticas de apoyo.

### Mejorar la capacidad de adaptación
En una evaluación de la literatura, Smit et al. (2001) concluyeron que la capacidad de adaptación mejorada reduciría la vulnerabilidad al cambio climático. En su opinión, las actividades que mejoran la capacidad de adaptación son esencialmente equivalentes a las actividades que promueven el desarrollo sostenible. Estas actividades incluyen:
- Mejorar el acceso a los recursos.
- La reducción de la pobreza.
- Reduciendo las desigualdades de recursos y la riqueza entre los grupos.
- Mejorar la educación y la información.
- Mejorar la infraestructura.
- Mejorar la capacidad y la eficiencia institucional.
- Promover prácticas locales indígenas, conocimientos y experiencias.

Los investigadores del Instituto de Desarrollo de Ultramar encontraron que las intervenciones de desarrollo para aumentar la capacidad de adaptación han tendido a no dar lugar a una mayor agencia para la población local. Ellos argumentan que esto debería desempeñar un papel más destacado en la futura planificación de la intervención porque la agencia es un factor central en todos los demás aspectos de la capacidad de adaptación.

### La producción agrícola
Un efecto importante del cambio climático global es la alteración de los patrones de precipitaciones globales, con ciertos efectos en la agricultura. La agricultura por temporada constituye el 80% de la agricultura mundial. Muchos de los 852 millones de personas pobres en el mundo viven en zonas de Asia y África que dependen de la lluvia para cultivar y cosechar los alimentos. Al inflarse la población mundial, se necesitará más comida, pero la variabilidad del clima es probable que haga una agricultura exitosa más difícil. La sequía prolongada puede causar el fracaso de las pequeñas y las granjas marginales generando problemas en lo económico, político y social. Sin embargo, este tipo de eventos han ocurrido previamente en la historia humana independiente del cambio climático global. En las últimas décadas, el comercio mundial ha creado redes de distribución capaces de transportar los excedentes de alimentos a donde más se necesitan, reduciendo así el impacto local.

### Variedades de cultivos tolerantes a la sequía

Estrés hídrico global (2021).

Cualquier tipo de agricultura está fuertemente influenciada por la disponibilidad de agua. El cambio climático modificará la precipitación, evaporación, circulación y almacenamiento de humedad del suelo. Los cambios en el total de la precipitación estacional o en su patrón de variabilidad son importantes. El acontecimiento de la tensión de la humedad durante la floración, polinización y llenado de grano es perjudicial para la mayoría de los cultivos y particularmente para el maíz, la soja y el trigo. El aumento de la evaporación del suelo y transpiración de las plantas mismas causará un estrés hídrico acelerado. Como resultado, habrá la necesidad de desarrollar variedades de cultivos con mayor tolerancia a la sequía.

### Más gasto en el riego

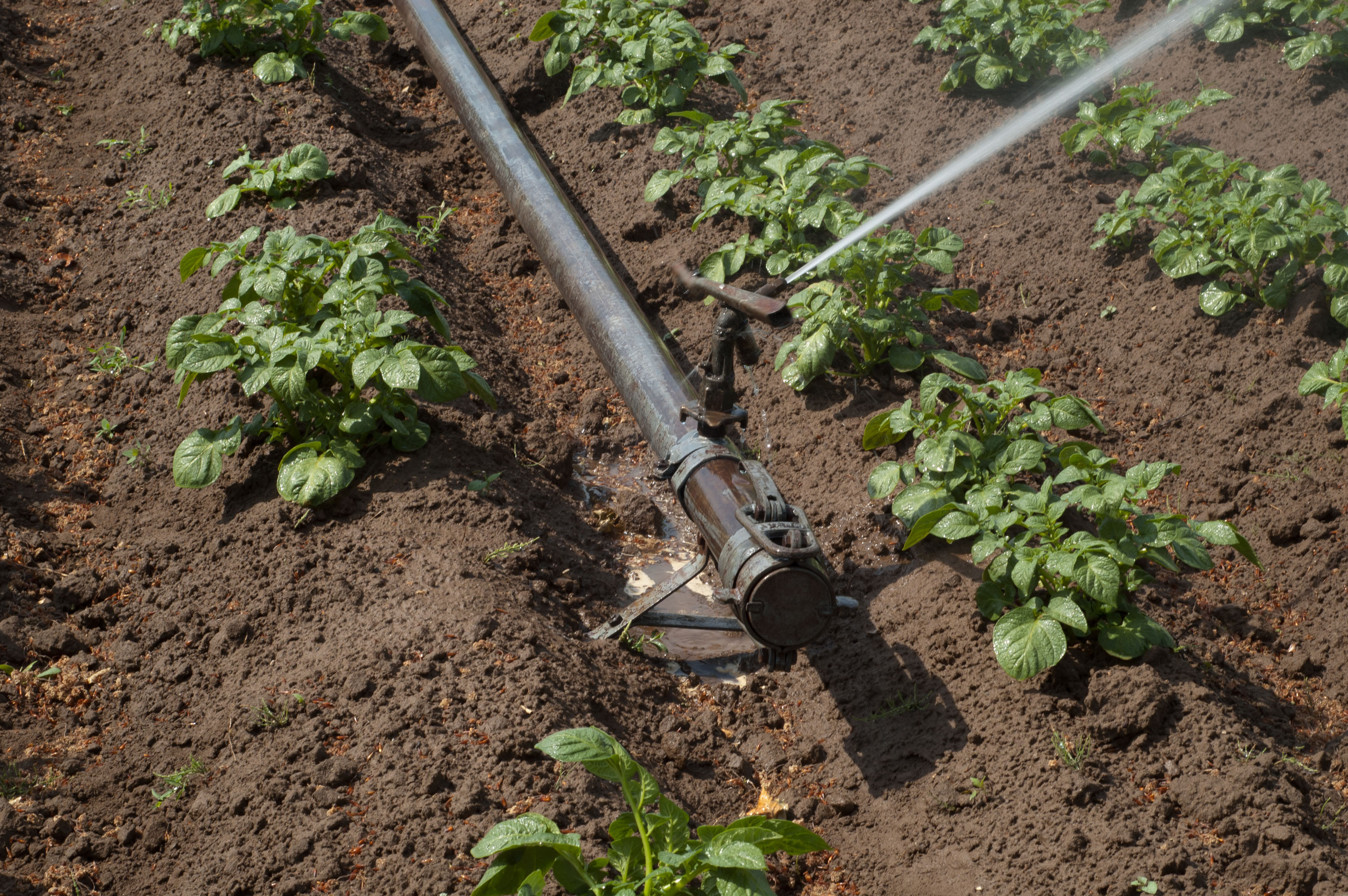
Sistema de riego "Perrot"-aspersor y terminal, el chorro de agua producido por el aspersor y se produce una rotación del tubo de explosión.

La demanda de agua para riego se prevé que aumente en un clima más cálido, con lo que el aumento de la competencia entre la agricultura, que ya es la mayor consumidora de recursos hídricos en regiones semiáridas, y urbanas, así como los usuarios industriales. La caída de tablas de agua y el aumento resultante en la energía necesaria para bombear el agua hará que la práctica de riego sea más cara, particularmente cuando con condiciones más secas se requerirá más agua por hectárea. Se necesitarán otras estrategias para hacer más eficiente el uso de los recursos hídricos. Por ejemplo, el International Water Management Institute ha sugerido cinco estrategias que podrían ayudar a Asia a alimentar su creciente población en vista del cambio climático. Estos son:
- La modernización de los sistemas de riego existentes para adaptarse a métodos modernos de cultivo.
- Apoyar los esfuerzos de los agricultores para encontrar sus propios suministros de agua, con la exploración de las aguas subterráneas de manera sostenible.
- Mirar más allá de los esquemas convencionales "Gestión Participativa del Riego", mediante la participación del sector privado.
- Ampliación de la capacidad y el conocimiento.
- La inversión fuera del sector de riego.[71]

### Los recursos forestales
Son los medios más importantes de la adaptación para las personas dependientes de los bosques cuyas vidas han dependido de ella. Si la larga duración de la sequía persiste, sin duda afecta a la lluvia-alimentado del sistema agrícola. En esta situación, la gente puede recoger los frutos comestibles, raíces y hojas para su supervivencia. Del mismo modo, los recursos forestales ofrecen no solamente los bienes sino también servicios como la regulación de los ecosistemas, mantener la vinculación de aguas arriba-aguas abajo a través de la conservación de las cuencas hidrográficas, la retención de carbono y el valor estético. Estos servicios se convierten en parte fundamental de la vida sostenida mediante el aumento de la capacidad de adaptación de los pobres y vulnerables, las mujeres y las comunidades socialmente excluidas.

### Almacenamiento de agua de lluvia

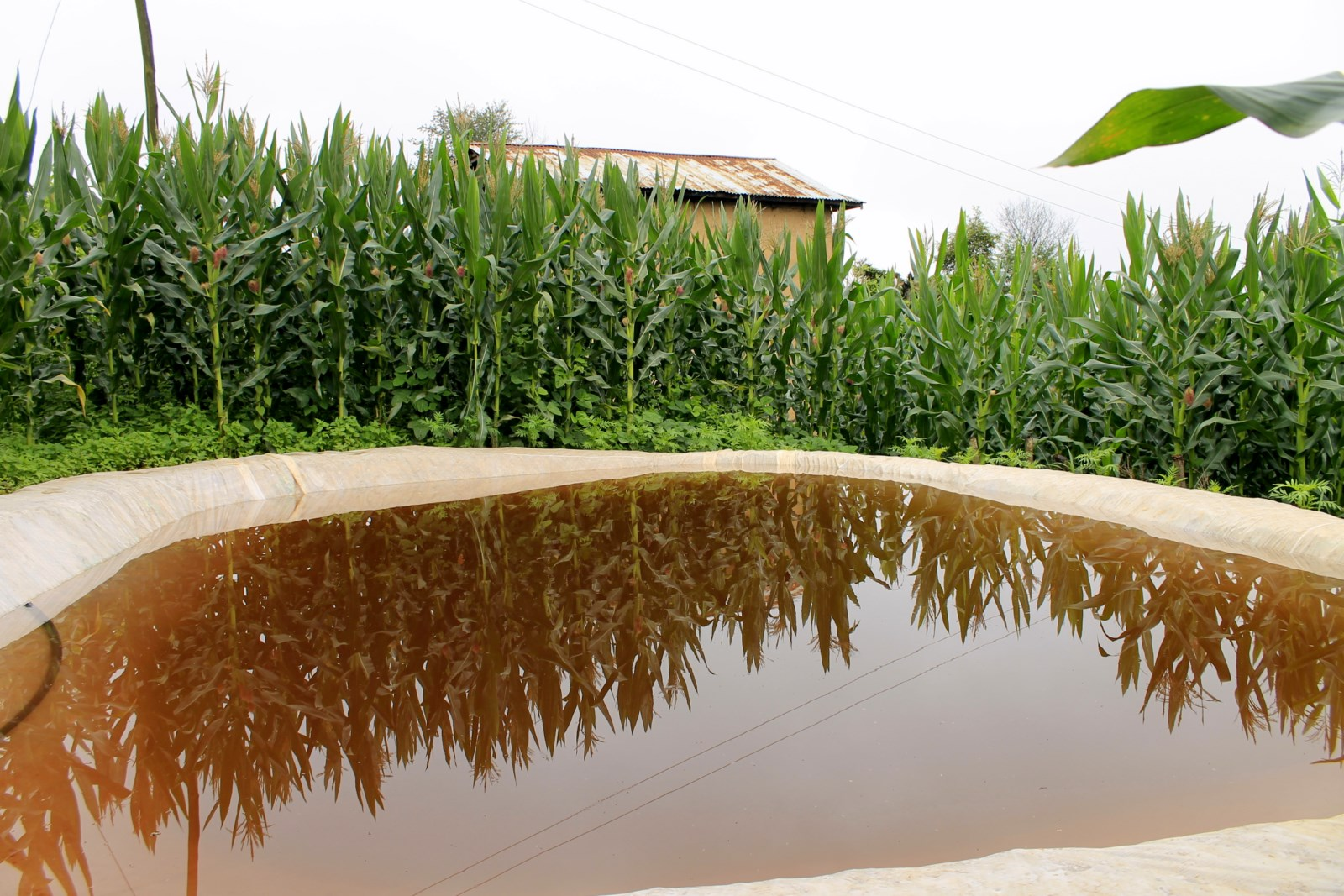
Recolección de agua lluvia para riego en estanque plástico.

Proporcionando a los agricultores con acceso a una amplia gama de tiendas de agua se podría ayudar a superar los períodos de sequía que de otro modo causaría que sus cosechas fallen. Los estudios de campo han demostrado la eficacia del almacenamiento de agua en pequeña escala. Por ejemplo, de acuerdo con el International Water Management Institute, usando pequeñas cuencas de plantación al agua 'cosecha' en Zimbabue se ha demostrado que aumentan los rendimientos de maíz, si las lluvias son abundantes o escasas. Y en Níger, se han dado lugar a tres o cuatro veces un aumento en los rendimientos de mijo.

### Control de tiempo

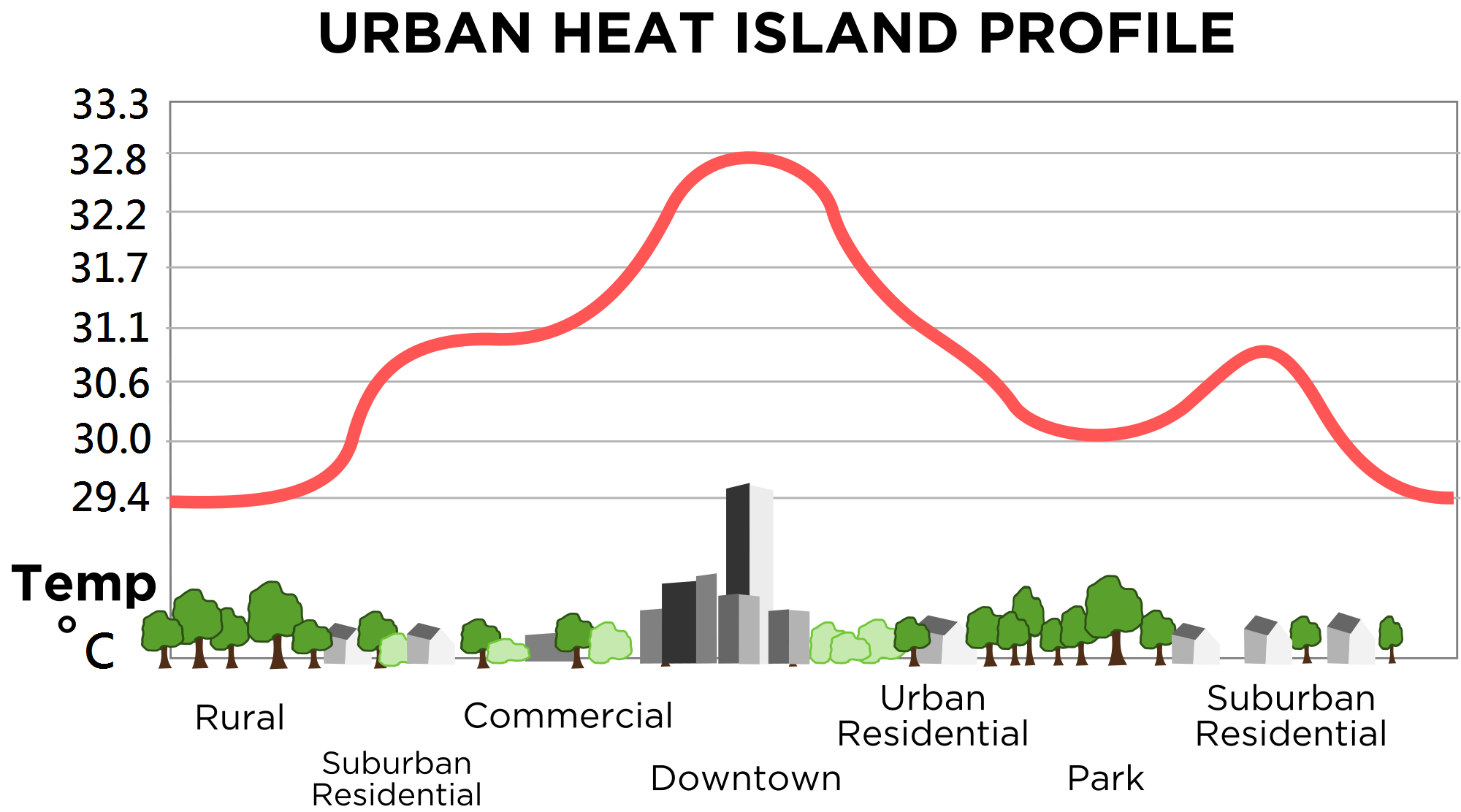
Isla de calor urbana (Celsius).

Los científicos rusos y estadounidenses en el pasado trataron de controlar el clima, por ejemplo sembrando nubes con productos químicos para tratar de producir lluvia cuando y donde se necesitara. Un nuevo método que está siendo desarrollado implica replicar el efecto de isla de calor urbano, donde las ciudades son un poco más calientes que el campo, ya que son más oscuros y absorben más calor. Esto crea un 28% más de lluvia de 20 a 40 millas a sotavento de las ciudades en comparación con el viento. En la escala de tiempo de varias décadas, las nuevas técnicas de control de tiempo pueden llegar a ser viables ya que permitirían el control de las condiciones meteorológicas extremas como los huracanes.
La Organización Meteorológica Mundial (OMM) a través de su Comisión de Ciencias Atmosféricas (CCA) ha emitido una "DECLARACIÓN SOBRE LA MODIFICACIÓN DEL TIEMPO", así como "DIRECTRICES PARA LA PLANIFICACIÓN DE ACTIVIDADES en la modificación del clima" en el año 2007, indicando entre otras que "Con el propósito de aumentar la precipitación, la reducción de daños por granizo, la dispersión de la niebla y otros tipos de nubes y tormentas modificaciones se están desarrollando tecnologías por la siembra de nubes que todavía están luchando para lograr una base científica sólida y que tienen que adaptarse enormemente a variadas condiciones naturales".

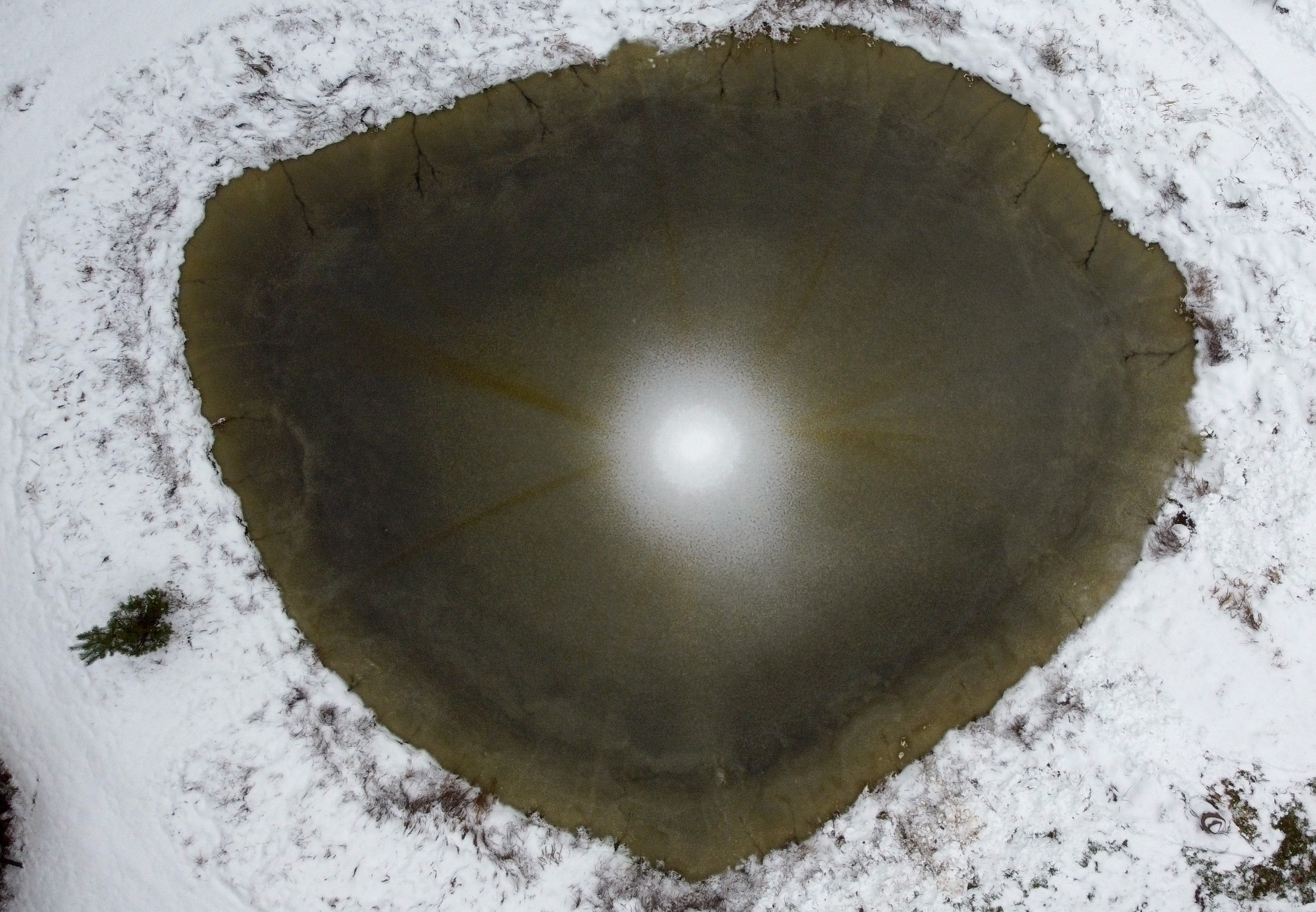
Creación de un lago producto del deshielo en Kõrvemaa, Estonia (2023).

### Represamiento de lagos glaciales
Las inundaciones por deshielo pueden llegar a ser una preocupación mayor por la reducción de los glaciares, dejando tras de sí numerosos lagos que son incautados a menudo por una terminal de débiles diques de morrena. En el pasado, el fallo repentino de estas presas ha resultado en la daños, lesiones y muertes en propiedades localizadas. Lagos glaciares en peligro de estallido pueden tener sus morrenas reemplazadas con presas de hormigón (que también puede proporcionar energía hidroeléctrica).

### La geoingeniería

Fertilización del océano.

En una evaluación de la literatura, Barker et al. (2007) describieron la geoingeniería como un tipo de política de mitigación. IPCC (2007) concluyó que las opciones de la geoingeniería, tales como la fertilización del océano para eliminar el CO2 de la atmósfera, se mantuvo prácticamente sin probar. Se consideró que las estimaciones de costos confiables para la geoingeniería no se habían publicado.
La Royal Society (2009) publicó los resultados de un estudio sobre la geoingeniería. Los autores del estudio definieron la geoingeniería como una "intervención deliberada a gran escala en el sistema climático de la Tierra, con el fin de moderar el calentamiento global" (p. ix). Según el estudio, el método más seguro y predecible de moderar el cambio climático es una acción temprana para reducir las emisiones de GEI (gases de efecto invernadero).
Científicos como Ken Caldeira y Paul Crutzen, sugieren técnicas de la geoingeniería, que se pueden emplear para cambiar el clima deliberadamente y así controlar algunos de los efectos del calentamiento global. Estos incluyen:
- El manejo de la radiación solar puede ser visto como una adaptación al calentamiento global. Técnicas tales como parasol espacial, la creación de aerosoles estratosféricos de azufre, pintura para los techos y materiales blancos de pavimentación entran en esta categoría.,[80]
- La Geoingeniería Hidrológica - normalmente busca preservar el hielo marino o ajustar la circulación termohalina utilizando métodos tales como el desvío de ríos para mantener el agua caliente lejos del hielo marino, los icebergs o la inmovilización para prevenir que formen parte de aguas más cálidas y de fusión. Esto puede ser visto como una técnica de adaptación, aunque impidiendo la liberación de metano en el Ártico también puede tener aspectos de mitigación.,[80]

### Ayudando a los países desfavorecidos
En 2000, hubo una propuesta hecha en la Sexta Conferencia de las Partes de la Convención Marco de Naciones Unidas sobre el Cambio Climático, que pidió la creación de un Fondo de Adaptación con $1 mil millones al año para los países en desarrollo, en especial los menos adelantados y los pequeños estados insulares, para que les permitan combatir las consecuencias del cambio climático.
Muchos científicos, responsables políticos y el Informe de Evaluación del IPCC Cuarta han acordado que los países desfavorecidos, especialmente en el sur del globo necesitan más atención a los impactos negativos del cambio climático. Estas regiones son altamente pobladas y la gente tiene generalmente más baja capacidad de adaptación. Un balance, sin embargo, entre el desarrollo y la mitigación del cambio climático y la adaptación tiene que ser encontrado.
En el sur del mundo, los gobiernos nacionales son los principales responsables de la formulación y ejecución del plan de adaptación, desde el local hasta el nivel nacional. En este contexto, existe una situación contradictoria. Los gobiernos nacionales asignan una alta prioridad a las políticas y planes no de cambio climático para el desarrollo. Las agendas de desarrollo son impulsadas por los problemas preexistentes, tales como la pobreza, la malnutrición, la inseguridad alimentaria, la disponibilidad de agua potable, el endeudamiento, el analfabetismo, el desempleo, los conflictos de recursos locales, menor desarrollo tecnológico, etc. Aquí, es importante reconocer que si el fenómeno del cambio climático no se entiende correctamente y las estrategias de afrontamiento como la mitigación y la adaptación no se adoptan en forma oportuna, los impactos del cambio climático exacerbarán estos problemas preexistentes.
Por lo tanto, hay una necesidad de explorar estrategias de integración entre los planes de cambio climático y los planes de desarrollo en el sur del globo. Esta integración debe incluir principios como la justicia social y la equidad, la inclusión de la población marginal en la toma de decisiones, la participación y la promoción de la cohesión social de las mujeres. La inclusión de estos principios no solamente promoverá la mitigación y adaptación al cambio climático, sino que también hará que el desarrollo sea más distributivo.
La investigación en colaboración del Instituto de Estudios para el Desarrollo señala los vínculos entre la adaptación y la pobreza para ayudar a desarrollar una agenda para el beneficio de los pobres de adaptación que pueden informar a la reducción de la pobreza y resiliente al clima. La adaptación al cambio climático será "ineficaz e injusta si no logra aprender y construir sobre la comprensión de la naturaleza multidimensional y diferenciada de la pobreza y la vulnerabilidad". Los países más pobres tienden a ser los más gravemente afectados por el cambio climático, sin embargo, han reducido los activos y las capacidades con los que adaptarse. Esto ha dado lugar a más actividades para integrar la adaptación en los programas de desarrollo y reducción de la pobreza. El aumento de la adaptación como un tema de desarrollo se ha visto influenciado por las preocupaciones en torno a minimizar las amenazas para el progreso en la reducción de la pobreza, en particular los ODM, y por la injusticia de los impactos que se sentía más difícil por aquellos que han hecho menos para contribuir al problema, que enmarca la adaptación como la equidad y la cuestión de derecho.

### Migración

Mapa de la tasa neta de migración en todo el mundo.

La literatura reciente también ha presentado el concepto de migración como el cambio climático mecanismo de supervivencia. Clima factores cambio de empuje se comparan con factores de atracción económica o social: el papel del cambio climático en la migración por lo tanto no es un lineal de causa y efecto. La migración requiere con frecuencia a los posibles migrantes tener acceso a capital social y financiero, tales como las redes de apoyo en el destino elegido, y los fondos para poder moverse. Con frecuencia los últimos hogares de respuesta adaptativa tomarán ante factores ambientales que amenazan sus medios de vida, y sobre todo cuando recurrieron a otros mecanismos para hacer frente no han tenido éxito. Migración y Cambio Climático, una publicación de la UNESCO, explora la dinámica de la migración medioambiental y el papel de la migración como una respuesta de adaptación al cambio climático.

### Seguros
Uno de los métodos de adaptación al cambio climático es el fomento de las acciones individuales para mitigar, propagado, o transferir el riesgo de daños. En concreto, una de las herramientas existentes es un seguro, ya sea para una catástrofe general o inundaciones real. La idea es permitir que las opciones de reactivos para reconstruir las comunidades después de los impactos adversos de los fenómenos meteorológicos extremos. A pesar de que puede ser preferible adoptar un enfoque proactivo para eliminar la causa del riesgo, la compensación reactiva post-daño se puede utilizar como último recurso. El acceso al reaseguro puede ser una forma de aumentar la resiliencia de las ciudades. Cuando hay fallas en el mercado privado de seguros, el sector público crea mecanismos de mercado residuales (RMM) para fomentar la reducción de riesgo individual mediante la subvención de las primas. Un estudio identificó los problemas de equidad clave para consideraciones de política:
- La transferencia de riesgo para el erario público no reduce el riesgo general.
- Los gobiernos pueden distribuir el costo de las pérdidas a través del tiempo en lugar de espacio.
- Los gobiernos pueden obligar a los propietarios de viviendas en zonas de bajo riesgo para subvencionar las primas de seguro de los de las zonas de alto riesgo.
- Las subvenciones cruzadas es cada vez más difícil para las aseguradoras del sector privado que operan en un mercado competitivo.
- Los gobiernos pueden gravar a las personas a pagar por el desastre de mañana.

Seguros Gobierno-subsidiado, tales como el Programa de Seguro de Inundación Nacional de Estados Unidos, es criticado por ofrecer un incentivo perverso para desarrollar propiedades en zonas peligrosas, lo que aumenta el riesgo general. Este efecto conductual puede ser contrarrestada con políticas adecuadas de uso del suelo que limitan nueva construcción donde se perciben y/o fomentar la adopción de códigos de construcción resistentes a mitigar los daños potenciales riesgos climáticos actuales o futuros.

## Financiación para la adaptación

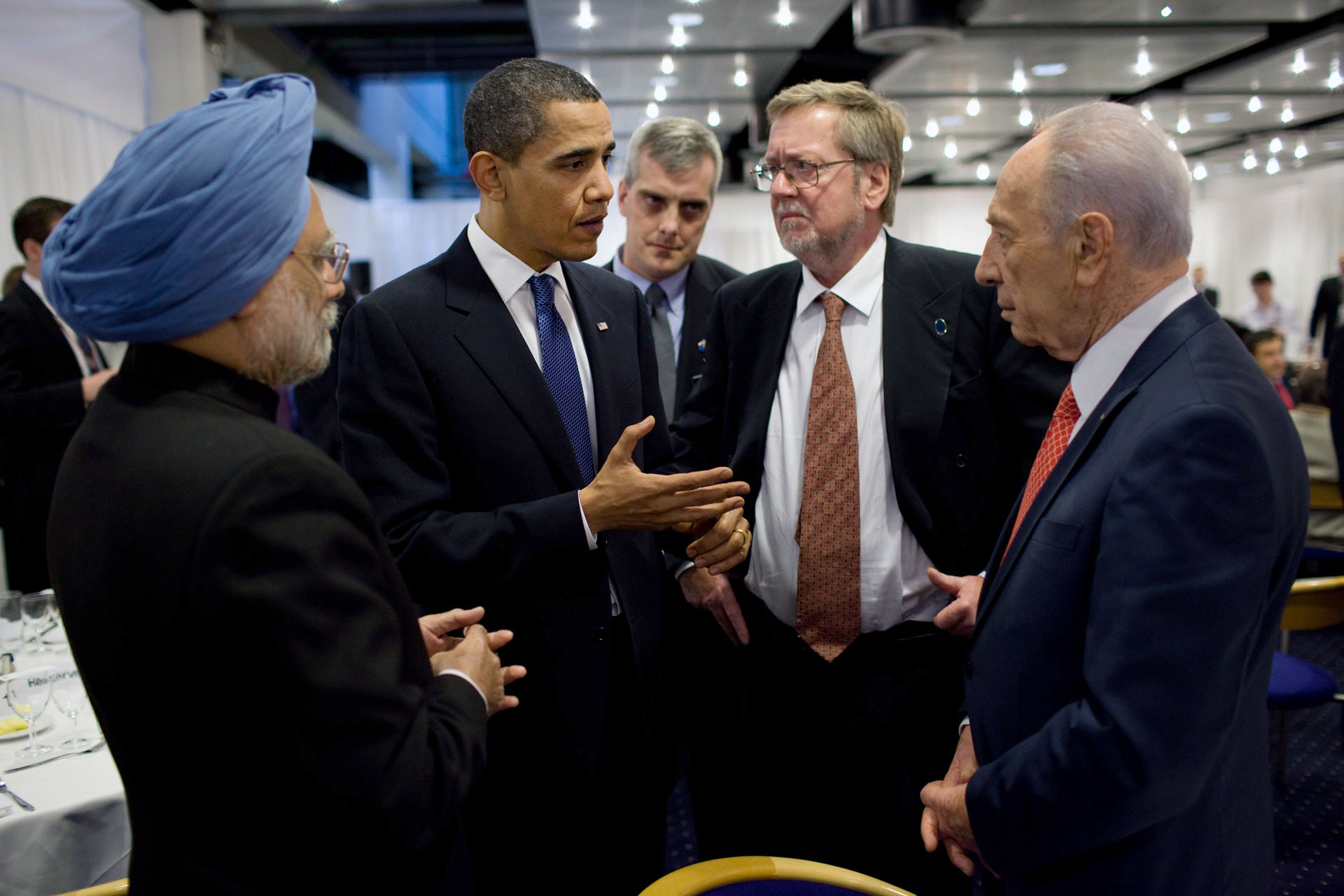
El presidente Barack Obama conversa con el presidente israelí Shimon Peres (derecha), el primer ministro indio Manmohan Singh y el ministro de Asuntos Exteriores danés Per Stig Møller en la Conferencia de las Naciones Unidas sobre el Cambio Climático en Copenhague.

El agregado de los actuales programas de adaptación al cambio climático no va a conseguir el dinero suficiente para financiar la adaptación al cambio climático. Sin embargo, hay varios programas y propuestas para financiar la adaptación al cambio climático en los países en desarrollo. La Convención Marco de las Naciones Unidas sobre el Cambio Climático ejecuta un programa llamado el Medio Ambiente Mundial, que proporciona alguna financiación para la adaptación a los países menos desarrollados y los pequeños estados insulares. Bajo el paraguas del FMAM, el Fondo Fiduciario del FMAM, el Fondo para los Países Menos Adelantados (PMA) y el Fondo Especial del Cambio Climático (FECC) operan para llevar a cabo la adaptación al cambio climático de financiando los objetivos del FMAM. Otro mecanismo se ha implementado a través del Fondo de Adaptación, como resultado de las negociaciones durante la COP15 y la COP16, que provee fondos para proyectos que demuestren tener beneficios adicionales para la adaptación al cambio climático. Hay varias propuestas de financiación para la adaptación al cambio climático, la mayoría de las cuales emplean a la asistencia oficial para el desarrollo o la AOD.
Estas propuestas van desde un programa del Banco Mundial, a propuestas que impliquen la subasta de derechos de emisión de carbono, a un mundial de carbono o impuesto de transporte, a la financiación basada en la compensación. Otras propuestas sugieren el uso de mecanismos basados en el mercado, en lugar de la AOD, como el crédito de reducción de la vulnerabilidad de la Fundación de Higher Ground (VRC™) o un programa similar al Mecanismo de Desarrollo Limpio, para recaudar dinero privado para la adaptación al cambio climático. El Acuerdo de Copenhague, el más reciente acuerdo sobre el cambio climático global, compromete a los países a fin de enviar $ 100 mil millones de dólares al año a los países en desarrollo como asistencia para la mitigación del cambio climático y la adaptación al cambio climático a través de 2020. Este acuerdo se desarrolló, aunque no estén vinculados, podrían empequeñecer cantidades actuales dedicadas a la adaptación en los países en desarrollo. Este fondo para el cambio climático se llama el Fondo Verde para el Clima de la Conferencia de las Naciones Unidas sobre el Cambio Climático de 2010.

## Las medidas de adaptación por países
Numerosos países, entre ellos Australia, han celebrado consultas y han planeado o iniciado medidas de adaptación. El estado de California también ha publicado un documento titulado "2009 California Clima Adaptación Estrategia Discusión Proyecto" que resume la ciencia más conocida en los impactos del cambio climático en siete sectores específicos y ofrece recomendaciones sobre cómo manejarse contra esas amenazas. Las comunidades más pobres también han recibido ayuda para la adaptación al clima en lugares como Bangladés.

### Programa Nacional de Acción para la Adaptación
La Convención Marco de las Naciones Unidas sobre el Cambio Climático (CMNUCC) ayuda a los países menos desarrollados (PMA) a identificar las necesidades de adaptación al cambio climático mediante la financiación del desarrollo del Programa de Adaptación Nacional de Acción (PNA). La NAPA tiene el propósito de proporcionar a los PMA la oportunidad de identificar sus "necesidades urgentes e inmediatas" para la adaptación al cambio climático. Como parte del proceso de los PNA, los ministerios del gobierno de los PMA, por lo general con la asistencia de los organismos de desarrollo, evalúan la vulnerabilidad de sus países al cambio climático y los fenómenos meteorológicos extremos. Posteriormente, elaboran una lista priorizada de los proyectos de adaptación que ayudarán al país a hacer frente a los efectos adversos del cambio climático. PMA que le presente los PNA a la CMNUCC podrá optar a la financiación a través del Fondo de los Países Menos Adelantados (Fondo PMA) para los proyectos de los PNA. El Fondo para los PMA fue diseñado a través de la CMNUCC para ayudar específicamente a los países menos desarrollados, ya que son particularmente vulnerables a los efectos del cambio climático. Hasta la fecha, cuarenta y cinco países menos desarrollados han escrito y los PNA presentados a la CMNUCC, con Nepal como el último país en presentar su NAPA en noviembre de 2010. Tres países más (Angola, Myanmar y Timor Oriental) están programados para completar sus programas nacionales de adaptación para el final de 2011.

### Planes nacionales de adaptación
Los Planes Nacionales de Adaptación (PNA) son herramientas de planificación que permiten a los países identificar los riesgos asociados al cambio climático y priorizar las medidas necesarias para enfrentarlos. Estos instrumentos son fundamentales para integrar estrategias de resiliencia a largo plazo dentro de los planes de desarrollo nacional y recuperación económica, asegurando una respuesta más efectiva frente a los impactos climáticos.
El desarrollo de los PNA se enmarca en las disposiciones del Acuerdo de París, que destaca la importancia de acelerar las respuestas nacionales a los riesgos crecientes. Según el Informe sobre la Brecha de Adaptación (2022) del Programa de las Naciones Unidas para el Medio Ambiente (PNUMA), aunque se han realizado progresos significativos en la planificación y aplicación de la adaptación, estos avances no están al nivel requerido por el aumento de los riesgos climáticos. Las barreras para la implementación efectiva incluyen limitaciones técnicas, financieras y de capacidad institucional, lo que subraya la necesidad de fortalecer el apoyo internacional y nacional para estos procesos.
Los PNA no solo buscan mitigar los riesgos actuales, sino también promover una adaptación que integre la sostenibilidad en el desarrollo a largo plazo. Estos planes deben ser diseñados de manera integral, abarcando todos los sectores económicos y sociales, y considerando tanto las necesidades locales como las prioridades nacionales. Entre las medidas clave se incluyen la reducción de la vulnerabilidad ante fenómenos climáticos extremos, como inundaciones y sequías, y la incorporación de infraestructura resiliente a los impactos del cambio climático.
Además, los PNA son una evolución de los Planes de Acción Nacional de Adaptación (PANA), que inicialmente se diseñaron para abordar necesidades urgentes de los países menos desarrollados. Los PNA, en cambio, proporcionan un marco estratégico que permite a los países integrar de manera sistemática la adaptación al cambio climático dentro de sus estrategias de desarrollo nacional y regional. Este enfoque busca no solo reducir riesgos a corto plazo, sino también garantizar una resiliencia sostenible mediante mecanismos de monitoreo, evaluación y ajustes periódicos.